# Релізан – Магнія
Релізан – Магнія – газопровід на північному заході Алжиру, що забезпечує подачу ресурсу до вілаєту Тлемсен.
Трубопровід, який ввели в дію у 1977 році, отримує живлення від газотранспортного коридору Хассі-Р'Мель – Арзу. Він має довжину 273 км та виконаний в діаметрі 500 мм.